# Härryda församling
Härryda församling är en församling i Mölndals och Partille kontrakt i Göteborgs stift. Församlingen ligger i Härryda kommun i Västra Götalands län (Västergötland) och ingår i Landvetter-Härryda pastorat.

## Administrativ historik
Församlingen har medeltida ursprung och är annexförsamling i pastoratet Landvetter och Härryda som mellan 1571 och 1 maj 1921 även omfattade Partille församling.

## Kyrkor
- Härryda kyrka